# Аргумент из грешке
Аргумент из грешке (лат. Argumentum ad logiciam) је логичка грешка која настаје када се тврди да је нечији став неистинит зато што је у одбрани тог става коришћен погрешни аргумент. Када је аргумент погрешан, не постоји логичка веза између премисе и закључка, али то не значи да закључак није валидан из неког другог разлога који није поменут. Чињеница да неко није успешно одбранио своју тврдњу не значи нужно да та тврдња није тачна, због овога није оправдано рећи да је закључак неистинит само зато што је неки аргумент погрешан.

## Одбацивање
Аргумент из грешке не значи да се тврдње не могу одбацити. Грешка само значи да се тврдња може одбацити само уколико нема адекватних доказа и сви аргументи у корист тврдње су погрешни.

## Примери
- Стеван је увидео да у Тијанином аргументу да здраву храну треба јести зато што је популарна има логичке грешке, те зато тврди да је здраво јести брзу храну.

Истина је да је Тијана направила логичку грешку не следи, али то не значи да је њен закључак нетачан.
- У Библији пише да не смеш убити другог човека, а њу мораш слушати јер ћеш у супротном горети у паклу заувек. У овој тврдњи је присутна логичка грешка позивање на емоције те смем убити.

То што је присутна логичка грешка не значи да смеш убити другог човека. Има доста других аргумената који иду у корист закључку.